# Cultroribula confinis
Cultroribula confinis är en kvalsterart som beskrevs av Berlese 1908. Cultroribula confinis ingår i släktet Cultroribula och familjen Astegistidae. Inga underarter finns listade i Catalogue of Life.